# كريس بيكر (لاعب غولف)
كريس بيكر (بالإنجليزية: Chris Baker)‏ هو لاعب غولف أمريكي، ولد في 1 مارس 1986 في سيمور في الولايات المتحدة.

## وصلات خارجية
- الموقع الرسمي
- كريس بيكر على موقع رابطة لاعبي الغولف المحترفين (الإنجليزية)
- كريس بيكر على موقع رابطة أوروبا للاعبي الغولف المحترفين (الإنجليزية)
- كريس بيكر على موقع التصنيف العالمي الرسمي للغولف (الإنجليزية)